# 道場北町 (千葉市)
道場北町（どうじょうきたまち）は、千葉県千葉市中央区の地名。郵便番号は260-0000。

## 概要
千葉市中央区北部に位置しており、貝塚町、道場北に隣接している。

## 歴史

### 地名の由来
道場の由来は建治2年（1276年）に千葉定胤が一遍を開基として同地に創建した来光寺と呼ばれる時宗の寺院に修行道場があったことに由来する。これが小字名となったのち、いつしか北道場町と南道場町へと分町した。
なお来光寺は天正18年（1590年）に徳川家康の保護を受け浄土宗に改宗したのち、移転している。

### 沿革
- 1936年（昭和11年） - 町名改正によって大字千葉字北道場町、見徳寺、蒲崎、大深をもって道場北町となる[6]。
- 1970年（昭和45年）1月1日 - 住居表示実施に伴い、道場北町の一部が祐光4丁目となる[7]。
- 1971年（昭和46年）3月1日 - 住居表示実施に伴い、道場北町の一部が道場北1～2丁目および院内2丁目となる[7]。
- 1992年（平成4年）4月1日 - 千葉市が政令指定都市へ移行し、中央区の一部となる。

## 世帯数と人口
2022年（令和4年）12月15日現在、人口は0人である（住民基本台帳による）。

## 小・中学校の学区
市立小・中学校に通う場合、学区は以下の通りとなる。
| 番地 | 小学校             | 中学校             |
| ---- | ------------------ | ------------------ |
| 全域 | 千葉市立院内小学校 | 千葉市立椿森中学校 |

## 交通
- 都市計画道路 西千葉駅前稲荷町線

## 施設
大部分が住所表記実施により道場北となったため、飲食店等があるのみである。